# Oulhaça El Gheraba
Oulhaça El Gheraba (în arabă ولهاصة الغرابة) este o comună din provincia Aïn Témouchent, Algeria.
Populația comunei este de 15.972 de locuitori (2010).